# Signe Livbjerg
Signe Livbjerg (født 21. februar 1980) er en dansk international sejler. Hun vandt bronze i europajolle ved OL 2004 i Athen. Bronzemedaljen indbragte hende prisen for årets sejlsportspræstation 2004 i dansk sejlsport. Hun blev europamester i samme klasse året efter.
Signe Livbjerg har også sejlet 470 jolle og laser radialjolle. Hun blev blandt andet nr. 3 ved Holland-regattaen i 2005 i laser radial-båden. Hun stoppede som elitesejler i 2007. Hun arbejder nu som læge.